# Трокс песчаный
Трокс песчаный, или песчаник обыкновенный (лат. Trox sabulosus) — вид жуков из семейства падальников.

## Описание
Жук чёрной окраски длиной 8-11 мм. Усики ржаво-рыжие. Чётные междурядья бороздок надкрылий менее выпуклые, чем нечётные. Точки на двойных бороздках надкрылий шире междурядий. Бугорки на высоких междурядьях в бурых волосках.
Тело личинки слегка изогнуто и покрыто густыми волосками, длина его до 14 мм. Голова буро-жёлтая. Наличиник в форме трапеции. Первый тергит брюшка личинок с двумя рядами шипиков, что отличает этот вид от других близких видов рода Trox.

## Биология
Личинки развиваются под высохшими трупами.

## Классификация
Различают два-три подвида. Подвид Trox sabulosus ussuriensis рассматривается иногда в ранге самостоятельного вида.
- Trox sabulosus fujiokai Ochi, 2000
- Trox sabulosus sabulosus (Linnaeus, 1758)
- Trox sabulosus ussuriensis Balthasar, 1931

## Распространение
Широко распространён степной и таёжной зонах в Евразии.